# Miss Kansas USA

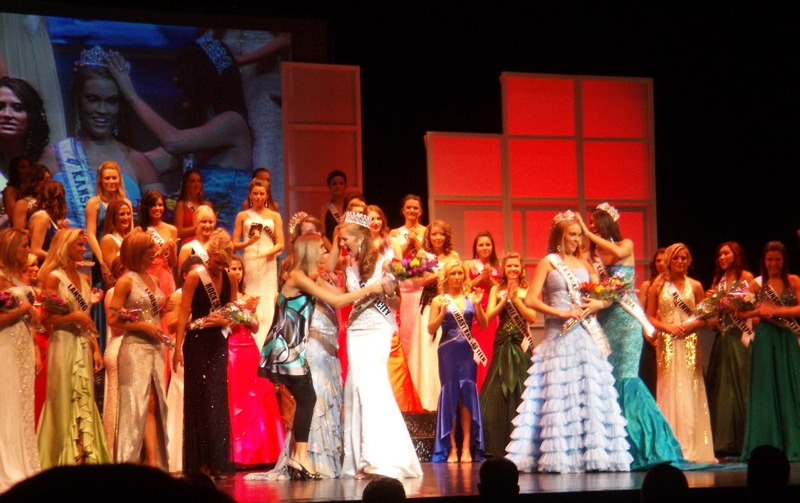
Couronnement du concours Miss Kansas USA et Miss Kansas Teen USA 2008 au Lied Center sur le campus de l'Université du Kansas à Lawrence.

Miss Kansas USA, est un concours de beauté féminin, pour les jeunes femmes de 17 à 27 ans, vivant dans l'État du Kansas, la gagnante est qualifiée pour l'élection de Miss USA.

## Titres
| Year    | Name                  | Hometown      | Age1 | Placement at Miss USA | Special awards at Miss USA                     | Notes                                                        |
| ------- | --------------------- | ------------- | ---- | --------------------- | ---------------------------------------------- | ------------------------------------------------------------ |
| 2025    | Asia Cymone Smith     | Wichita       | 25   |                       |                                                |                                                              |
| 2024    | Bella Whitlock        | Leavenworth   | 19   | Top 20                |                                                |                                                              |
| 2023    | Haley Berger          | Lawrence      | 22   |                       |                                                |                                                              |
| 2022    | Elyse Noe             | Lawrence      | 23   | Top 12                |                                                |                                                              |
| 2021    | Gracie Hunt           | Overland Park | 22   | Top 16                |                                                |                                                              |
| 2020    | Hayden Brax           | Leawood       | 20   |                       |                                                |                                                              |
| 2019    | Alyssa Klinzing       | Olathe        | 21   | Top 10                |                                                | Miss Kansas Teen USA 2013, top 16 Miss Teen USA 2013         |
| 2018    | Melanie Shaner        | Overland Park | 20   |                       |                                                | Miss Kansas Teen USA 2015                                    |
| 2017    | Catherine Carmichael  | Manhattan     | 25   |                       |                                                |                                                              |
| 2016    | Victoria Wiggins      | Junction City | 24   |                       |                                                |                                                              |
| 2015    | Alexis Railsback      | Shawnee       | 19   |                       |                                                |                                                              |
| 2014    | Audrey Banach         | Kansas City   | 22   |                       |                                                |                                                              |
| 2013    | Staci Klinginsmith    | Lenexa        | 26   |                       |                                                |                                                              |
| 2012    | Gentry Miller         | Kansas City   | 24   |                       |                                                | Miss Kansas Teen USA 2006, top 10 Miss Teen USA 2006         |
| 2011    | Jaymie Stokes         | Lenexa        | 20   |                       |                                                | Miss Kansas Teen USA 2007, top 10 Miss Teen USA 2007         |
| 2010    | Bethany Gerber        | Winfield      | 21   | Top 15                |                                                |                                                              |
| 2009    | Courtney Courter      | Olathe        | 23   |                       |                                                |                                                              |
| 2008    | Michelle Gillespie    | Mission Hills | 22   |                       |                                                |                                                              |
| 2007    | Cara Gorges           | Clearwater    | 19   | 2e dauphine           |                                                |                                                              |
| 2006    | Ashley Aull           | Lansing       | 20   |                       |                                                |                                                              |
| 2005    | Rachel Saunders       | Tonganoxie    | 21   |                       |                                                |                                                              |
| 2004    | Lisa Forbes           | Overland Park | 22   |                       |                                                | Miss Earth USA 2007                                          |
| 2003    | Alicia Cabrera        | Leawood       | 23   |                       |                                                |                                                              |
| 2002    | Lindsay Douglas       | Lawrence      | 23   | 1re dauphine          |                                                |                                                              |
| 2001    | Kristie Knox          | Hutchinson    | 25   |                       |                                                |                                                              |
| 2000    | Tiffany Meyer         | Lawrence      | 23   | 3e dauphine           |                                                | Miss Missouri Teen USA 1994, 5e Miss Teen USA 1994           |
| 1999    | Amanda Carraway       | Manhattan     | 21   |                       |                                                | Miss Kansas Teen USA 1996                                    |
| 1998    | Cammie Morisseau      |               |      |                       |                                                |                                                              |
| 1997    | Kathryn Taylor        | Overland Park | 24   |                       |                                                |                                                              |
| 1996    | Danielle Boatwright   | Tonganoxie    | 20   | 1re dauphine          | Best in Swimsuit                               | Miss Kansas Teen USA 1992, 2e dauphine de Miss Teen USA 1992 |
| 1995    | Deborah Daulton       | Salina        |      |                       |                                                |                                                              |
| 1994    | Carol Hovenkamp       |               |      | Top 12                |                                                |                                                              |
| 1993    | Tavia Shackles        | Shawnee       |      | 2e dauphine           | Best State Costume & Most Beautiful Eyes Award | Top 12 à Miss Teen USA 1990                                  |
| 1992    | Kimberlee Girrens     | Wichita       |      | Top 6                 |                                                | Miss Kansas Teen USA 1986, Mrs. Kansas America 2004.         |
| 1991    | Kelli McCarty         | Liberal       |      | Miss USA 1991         |                                                | Top 6 finaliste à Miss Univers 1991                          |
| 1990    | Rebecca Porter        |               |      |                       |                                                |                                                              |
| 1989    | Nancy Burris          |               |      |                       |                                                |                                                              |
| 1988    | Cynthia Decker        |               |      |                       |                                                |                                                              |
| 1987    | Martina Castle        | Overland Park |      |                       |                                                |                                                              |
| 1986    | Audra Ockerman        | Wichita       |      |                       |                                                |                                                              |
| 1985    | Jill Denzin           | Leawood       |      |                       |                                                |                                                              |
| 1984    | Elizabeth Johnson     | Prairie View  |      |                       |                                                |                                                              |
| 1983    | Renee Ruch            | Mission       |      |                       |                                                |                                                              |
| 1982    | Stefani Larson        | Overland Park |      |                       |                                                |                                                              |
| 1981    | Missy Kaser           | Wichita       |      |                       |                                                |                                                              |
| 1980    | Lisa Boyd             | Wichita       |      |                       |                                                |                                                              |
| 1979    | Linda Shields         | Lawrence      |      |                       |                                                |                                                              |
| 1978    | Mary Bell             | Wichita       |      |                       |                                                |                                                              |
| 1977    | Sherry Brane          | Wichita       |      |                       |                                                |                                                              |
| 1976    | Deborah Vitera        |               |      |                       |                                                |                                                              |
| 1975    | Robbin Loomas         | Overland Park |      |                       |                                                |                                                              |
| 1974    | Lorraine Breckenridge |               |      |                       |                                                |                                                              |
| 1973    | Brenda Kopmeyer       |               |      | Demi-finaliste        |                                                |                                                              |
| 1972    | Mona Guesnier         |               |      |                       |                                                |                                                              |
| 1971    | Nancy Bishop          |               |      |                       |                                                |                                                              |
| 1970    | Norma Decker          | Tecumseh      |      |                       |                                                |                                                              |
| 1969    | Molly McGugin         |               |      |                       |                                                |                                                              |
| 1968    | Anne Layton           |               |      |                       |                                                |                                                              |
| 1967    | Regina Wolfe          |               |      |                       |                                                |                                                              |
| 1966    | Pat Ravenscroft       |               |      |                       |                                                |                                                              |
| 1965    | Linda Bergsten        |               |      |                       |                                                |                                                              |
| 1964    | Barbara Ford          |               |      |                       |                                                |                                                              |
| 1963    | Diane Stoker          |               |      |                       |                                                |                                                              |
| 1962    | Linda Light           |               |      |                       |                                                |                                                              |
| 1961    | Dixie Cook            |               |      |                       |                                                |                                                              |
| 1960    | Peggy Patterson       |               |      |                       |                                                |                                                              |
| 1955-59 | Non représentative    |               |      |                       |                                                |                                                              |
| 1954    | Sue Ravencroft        |               |      |                       |                                                |                                                              |
| 1953    | Non représentative    |               |      |                       |                                                |                                                              |
| 1952    | Bette Renick          |               |      |                       |                                                |                                                              |

1 Age au moment de l'élection de Miss USA